# Hulanka (Nowy Bedoń)
Hulanka – część wsi Nowy Bedoń w Polsce, położona w województwie łódzkim, w powiecie łódzkim wschodnim, w gminie Andrespol. Leży nad Miazgą, w zachodniej części wsi. 

## Historia
Dawniej samodzielna miejscowość. Od 1867 w gminie Gałkówek. W okresie międzywojennym należała do powiatu brzezińskiego w woj. łódzkim. 16 września 1933 utworzono gromadę Justynów w granicach gminy Gałkówek, Składającą się ze wsi Justynów i Hulanka.
Podczas II wojny światowej włączona do III Rzeszy. Po wojnie mieјscowość powróciła do powiatu brzezińskiego w woj. łódzkim, nadal jako składowa gromady Justynów, jednej z 20 gromad gminy Gałkówek. 
W związku z reorganizacją administracji wiejskiej jesienią 1954, Hulankę oddzielono od Justynowa i włączono do nowej gromady Andrzejów w powiecie brzezińskim. 30 czerwca 1963 zniesiono gromadę Andrzejów, a z jej obszaru (oraz z obszaru zniesionej gromady Andrespol) utworzono osiedle Andrespol w tymże powiecie. Tak więc w latach 1963–1972 Hulanka stanowiła integralną część Andrespola, który objął maksymalny zasięg w latach 1963–1964: Andrespol, Andrzejów, Bedoń Przykościelny, Bedoń-Wieś, Feliksin, Hulanka, Kraszew, Nery, Nowy Bedoń, Sąsieczno, Stróża, Ustronie, Wiskitno A-Las i Wiśniowa Góra.
1 stycznia 1973 Andrespol utracił status osiedla, i rozpadł się na poszczególne miejscowości o statusie wsi, z których utworzono gminę Andrespol w powiecie łódzkim. Dołączono do niej także Justynów ze zniesionej gromady Gałków Duży, przez co  Hulankę połączono ponownie z Justynowem w jedno sołectwo.
W latach 1975–1998 miejscowość należała administracyjnie do ówczesnego województwa łódzkiego.